# Ave Maria/Napoli canta Napoli
Ave Maria/Napoli canta Napoli, pubblicato nel 1981, è un singolo del cantante italiano Mario Merola

## Storia
Il disco, che contiene due cover di brani è un 45 giri inciso da Mario Merola.

## Tracce
Lato A
- Ave Maria (Schubert - Alfieri - Mallozzi)

Lato B
- Napoli canta Napoli (Alfieri - Mallozzi)

## Incisioni
Il singolo fu inciso su 45 giri, con marchio Storm (ZTM 50507).